# Ынтымак (Келесский район)
Ынтымак (каз. Ынтымақ) — село в Келесском районе Туркестанской области Казахстана. Входит в состав Актобинского сельского округа. Код КАТО — 515437900.

## Население
В 1999 году население села составляло 1526 человек (773 мужчины и 753 женщины). По данным переписи 2009 года, в селе проживало 2350 человек (1205 мужчин и 1145 женщин).